# Шеленские перевалы
Верхний Шелен, Нижний Шелен - горные проходы в восточной части Главной гряды Крымских гор: Верхнешеленский (880 м) и Нижнеленский (660 м). 

## Описание
Верхний Шелен расположен в седловине между отрогами гор Бурлюк (913 м) и Караул-Тепе (984 м). Нижний Шелен расположен на 1800 метров восточнее около горы Чатал. Через них проходят средневековые дороги-тропы, в 19 веке по их трассе были проложены земские дороги с опорными стенками и серпантином. В настоящее время дороги используются лесничествами и туристами. Они связывают долину реки Шелен на юге и расположенное в ней село Громовка (бывший Шелен) Судакского городского Совета с селами Поворотное  (бывший Айланма) и Синекаменка (бывший Кок-Таш) Белогорского района на северном макросклоне гор.
Район туризма. Через перевалы Верхний Шелен и Нижний Шелен проходят тропы туристического маршрута №188.

## История
В годы Великой Отечественной войны в 1941-1944 годах район боёв Восточного соединения партизан Крыма.
На перевале Верхний Шелен Курган-могила неизвестного партизана и памятник, установленный студентами Симферопольского автотранспортного техникума.
В 150 м на юго-запад от перевала Верхний Шелен на отроге горы Бурлюк Памятник партизанам-пулеметчикам Жигалову и Тереле.
В 250 м на северо-восток от перевала Верхний Шелен гора Караул-Тепе Памятный знак в честь партизан Крыма. Установлен учителями и учащимися школы № 856 г. Москвы.